# 夏迪·巴利
馬馬杜·夏迪·巴利（Mamadou Hady Barry，1982年5月16日—），生於非洲畿內亞，畿內亞足球運動員，司職前鋒，前畿內亞奧運代表隊成員，他早年於印尼次級聯賽作戰5年之久並曾成為聯賽神射手，現時效力印尼超級聯賽球會印尼國家軍。

## 球員生涯
巴利生於畿內亞，於2006年到印尼發展加盟佩西普帕盧，直到2010年加盟佩西里斯寧格，於印尼次級聯賽作戰5年之久，並曾成為聯賽神射手。
2011年7月，巴利加盟晨曦，截至四月，巴利單單在2011/12年球季已為球隊分別在聯賽及銀牌賽合共貢獻十個入球。於2012年3月31日對公民的聯賽，中巴利只用了七秒時間便取得入球，打破該季最快入球紀錄。
2012年7月，巴利加盟南華，雖然他每季聯賽入球都不到雙位數，卻成為了球隊射手，但他的能力受到不少南華球迷質疑，巴利於2012/13球季聯賽取得五球成為隊中的首席射手，不過在這五個入球當中有四個皆是十二碼，而唯一入球不是十二碼是對南區時在禁區內把握對手解圍失誤所射入。
最終巴利在季中離隊轉投馬來西亞球會登嘉樓，不過最後亦被球會解僱。
在2015年1月，巴利回歸香港加盟YFC澳滌，於2015年4月25日對傑志的足總盃四強在互射十二碼階段連最擅長的十二碼亦被撲出，最終YFC澳滌以4–5落敗。
在2017年1月，巴利回加盟印尼超級聯賽球會印尼國家軍。

## 國際賽生涯
巴利於2012年入選畿內亞U23國家隊對馬里U23的2012年奧運足球預賽，並在84分鐘取得入球追平2–2。

## 外部連結
- 香港足球總會註冊球員資料 （页面存档备份，存于）